# Iwan Brzuchowiecki
Iwan Martynowicz Brzuchowiecki (ukr. Брюховецький Іван Мартинович), (ur. 1623, zm. 1668) – ataman Siczy Zaporoskiej w latach 1661–1663, od 1663 hetman Ukrainy Lewobrzeżnej do 1668 roku. Jeden z hetmanów epoki ruiny, okresu niepokojów i rozpadu Hetmanatu. Następca (i kat) hetmana Jakyma Somko. Wybrany w dniach 17 i 18 czerwca 1663 roku w Nieżynie, w czasie tzw. Czarnej rady na hetmana Ukrainy Lewobrzeżnej.

## U władzy
Pochodzenie Brzuchowieckiego nie jest znane: zachowała się informacja, iż był on „pół-Lachem” (czyli pół Polakiem), bardzo prawdopodobne, że nie miał on kozackich przodków. Podczas kontaktów z Rosją (pod protekcją której była wtedy Ukraina) okazywał wiernopoddańczość, której to tonu wcześniej dumni ukraińscy hetmani unikali. W swoich pismach do cara określał siebie mianem „Iwanuszki”, carskiego „podnóżka” itp. Podpisał Artykuły Moskiewskie w 1665 roku. W 1667 roku wraz z 8 tys. Kozaków przybył na odsiecz załodze polskiej twierdzy w Białej Cerkwi i pomógł rozbić oblegające je oddziały kozackie Doroszenki.

## Powstanie przeciwko Moskwie
Następnie Piotr Doroszenko namawiał Brzuchowieckiego, aby zrzucić rosyjskie jarzmo i oddać się pod protektorat Imperium Osmańskiego i Chanatu Krymskiego. Brzuchowiecki przystał na ofertę i w styczniu 1668 roku wzniecił powstanie przeciwko Moskwie. W działaniach tych wsparł go chan tatarski, przysyłając na pomoc swoje oddziały. Wkrótce wraz z Doroszenką, lecz niezależnie od siebie, wypędzili wojska moskiewskie z Lewobrzeża. Jednak bardzo szybko, poprzez popełnione przez niego błędy, jego pozycja wewnętrzna stała się bardzo zła.
W pewnym momencie powstania stanął wraz z częścią wojsk kozackich nieopodal miejscowości Opisznia (ukr. Опішня, obecnie obwód połtawski) na uroczysku Srebrne Pole pod Dikanką. Oczekiwał tam nadejścia sojuszniczych wojsk Doroszenki. Gdy ten był w okolicy, wysłał do Brzuchowieckiego posłańca z wezwaniem na rozmowy i żądaniem oddania pod swoją komendę wojsk Brzuchowieckiego. W tym momencie na jaw wyszła narastająca od pewnego czasu nieprzychylność kozaków do swojego hetmana. Pierwsi porzucili go Tatarzy, następnie wojsko kozackie oznajmiło, że nie będzie walczyć przeciwko Doroszence, po czym zrabowało obóz Brzuchowieckiego, a jego samego pojmano.

## Śmierć
Wkrótce został oddany w ręce Doroszenki, który stał obozem niedaleko, tj. we wsi Budyszczi (ukr. Будищі). Ten kazał przykuć niewiernego sojusznika do armaty, co kozactwo zrozumiało jako karę śmierci. Brzuchowiecki został zatłuczony „jak wściekły pies”. Doroszenko kazał pochować Brzuchowieckiego w Hadziaczu.

## Literatura dodatkowa
- Miron Korduba: Brzuchowiecki Iwan. W: Polski Słownik Biograficzny. T. 3: Brożek Jan – Chwalczewski Franciszek. Kraków: Polska Akademia Umiejętności – Skład Główny w Księgarniach Gebethnera i Wolffa, 1937, s. 70–71. Reprint: Zakład Narodowy im. Ossolińskich, Kraków 1989, ISBN 83-04-03291-0.